# Paralobophora
Paralobophora là một chi bướm đêm thuộc họ Geometridae.